# داریالیقتاقیر
داریالیقتاقیر (به قزاقی: Daryalyktakyr) یک دشت در قزاقستان است.